# Guam Football Association National Training Center
Het Guam Football Association (GFA) National Training Center is een multifunctioneel stadion in Dededo, een plaats in Guam.
Het stadion wordt vooral gebruikt voor voetbalwedstrijden. Het nationale elftal maakt gebruik van het stadion voor internationale wedstrijden. Zo speelde het hier onder andere de eerste kwalificatiewedstrijd voor een wereldkampioenschap voetbal in juni 2015.
Het stadion werd gebouwd met behulp van het FIFA Financial Assistance Programme (FAP). De FIFA keurde in 2003 onder andere de verlichting en de kleedkamers goed. De opening van het stadion was op 7 mei 2005. In het stadion is plaats voor 5.000 toeschouwers.